# Cyttarops alecto
Cyttarops alecto — монотипний вид мішкокрилих кажанів родини Emballonuridae.

## Поширення
Країни поширення: Бразилія, Колумбія, Коста-Рика, Французька Гвіана, Гаяна, Нікарагуа, Панама, Суринам, Венесуела. Проживає нижче 500 м над рівнем моря. Сідала лаштує в групах від 1 до 10 особин у верхній частині пальми на листі, як правило, у відносно відкритих областях, таких як гаї та сади.

## Морфологія
Голова і тіло довжиною 50—55 мм, хвіст довжиною 20—25 мм, передпліччя  довжиною 45—47 мм. Забарвлення однорідне тьмяне димчасто-сіре. Підкрильної сумки нема. 

## Поведінка
Діяльність починається близько 45 хв після заходу сонця. Повітряний комахоїдний. 

## Загрози та охорона
Немає серйозних загроз для цього виду.